# Sat.1

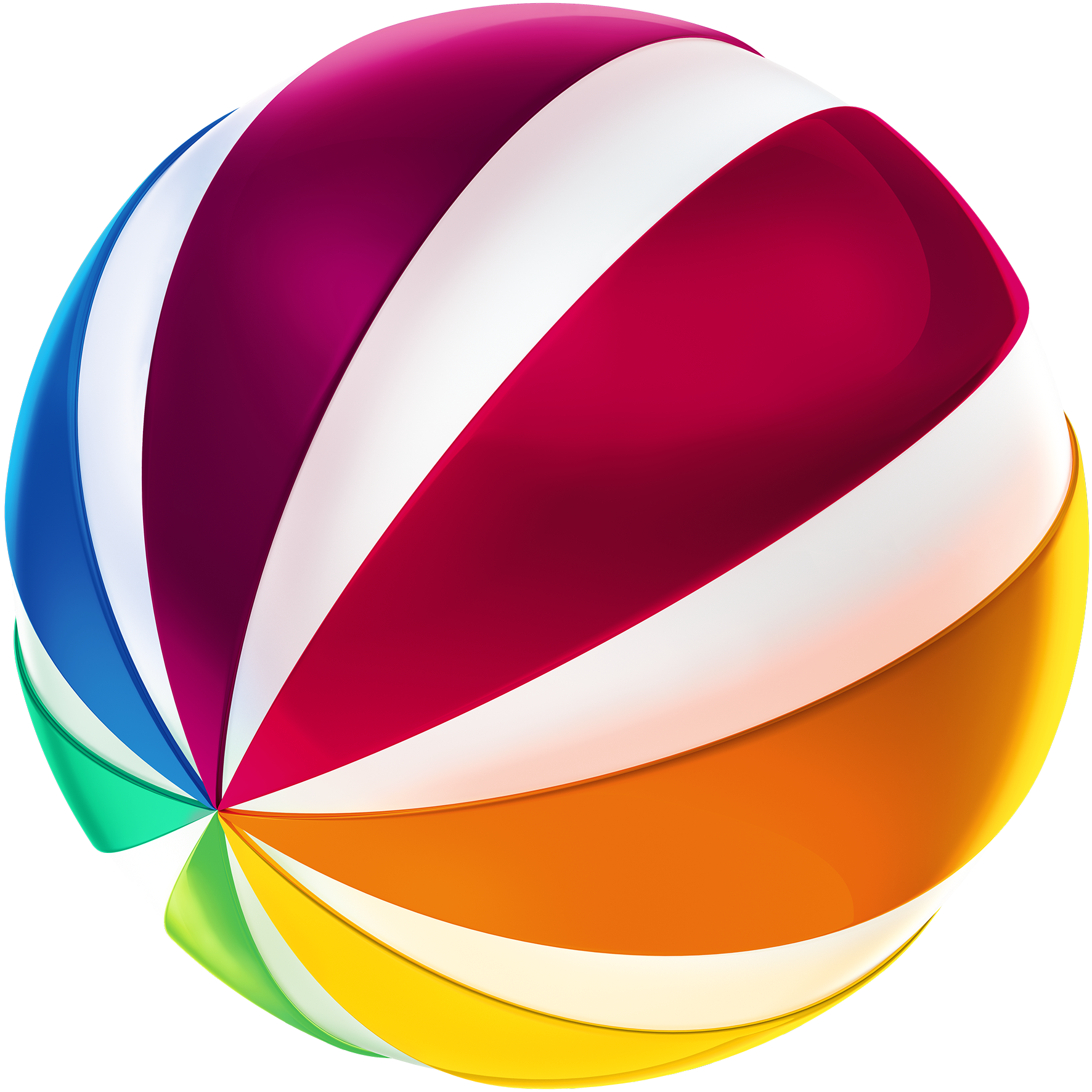

Sat.1(한국어: 자트아인스)는 독일의 민영 텔레비전 방송국이다. RTL 텔레비전과 함께 독일에서 처음으로 개국한 민영 방송이기도 하다.
Sat.1는 1984년 1월 1일 PKS (Programmgesellschaft für Kabel- und Satellitenrundfunk)라는 이름으로 시작하였다. 이후 1985년 1월에 Sat.1로 이름을 바꾸었다. 첫 방송은 루트비히스하펜에서 케이블 텔레비전으로 약 1200 가구로 볼 수 있었다.
현재 Sat.1는 프로지벤자트아인스 미디어(ProSiebenSat.1 Media) 그룹에 속해 있다. 오스트리아와 스위스에서도 각각 Sat.1 Österreich, Sat.1 Schweiz라는 이름으로 방송하고 있다.

## 주요 프로그램
- Frühstücksfernsehen - 아침 정보 프로그램
- Sat.1 Nachrichten - 뉴스 프로그램
- Crossing Lines (크로싱라인) - 드라마
- The Pillars of the Earth (대지의 기둥) - 드라마

## 자매 채널
카벨 아인스, 프로지벤, Sixx, Sat.1 Emotions, 카벨 아인스 클레식, Sat.1 Gold, 풀스 4 (오스트리아)

## 같이 보기
- 프로지벤자트아인스 미디어